# Soldier of Love (Lay Down Your Arms)
Singles de Arthur Alexander
You Better Move On / A Shot of Rhythm and Blues Anna (Go to Him) / I Hang My Head And Cry
Soldiers of Love (Lay Down Your Arms) également connue avec le titre Soldier of Love est une chanson écrite en 1962 par Buzz Cason (en) et Tony Moon. Elle a été enregistrée à l'origine par l'artiste soul Arthur Alexander et publiée en face B du 45 tours Where Have You Been (All My Life) (en). 
La chanson a été plus tard reprise par les Beatles lors d'une séance de la BBC en 1963, qui est disponible sur l'album Live à la BBC. Elle a également été reprise par The Kaisers, Marshall Crenshaw, Pearl Jam et The Derailers.

## Historique
Le critique musical Dave Marsh suggère que Soldier of Love (Lay Down Your Arms) aurait été perdue à l'histoire si les Beatles ne l'avaient pas enregistrée. Il écrit que la chanson a été oubliée jusqu'à ce qu'un enregistrement bootleg de la version des Beatles soit découverte à la fin des années 1970. Marsh décrit la version d'Alexander comme ayant un certain rythme latin et indique que la voix du chanteur possède une touche de musique country et western. Il l'inclus comme l'un des 1 001 meilleurs singles de tous les temps et fait l'éloge de son « inexorable flux rythmique », de la façon dont les paroles et la musique se combinent pour créer une « métaphore dans laquelle les conflits entre des amoureux devient un cri pour la paix universelle ». Richie Unterberger, critique chez Allmusic, suggère de son côté que le mélange des relations amoureuses et de métaphores militaires frôle l'exagération, bien que la chanson parvient à éviter de sembler fantaisiste grâce à la tonalité mineure de cette mélodie triste, la dignité de la voix d'Alexander, les échanges entre le chanteur et les choristes et à la retenue des instruments à cordes.

## Reprises

### Les Beatles
Pistes inédites de Live at the BBC
Carol Clarabella
Dès 1962, Les Beatles ont repris les deux faces du 45 tours d'Alexander. Le 2 juillet 1963, le lendemain de l'enregistrement de leur single  She Loves You / I'll Get You, ils enregistrent, pour la BBC, une reprise de Soldier of Love (Lay Down Your Arms) avec le titre au singulier. Cet enregistrement a été diffusé à l'émission Pop Go the Beatles (en) du 16 juillet 1963. Unterberger considère la « superbe » prestation des Beatles plus comme une adaptation qu'une reprise. Unterberger énumère un certain nombre de façons dont leur enregistrement diffère de l'original; le riff de piano joué à la guitare électrique, l'excellence des harmonies vocales, le jeu des réponses du chanteur principal et des choristes et l'élimination de l'arrangement des cordes. Il explique que l'effet cumulatif de ces différences rend la version des Beatles « exubérante » par rapport à la version triste d'Alexander. 
Le critique Robert Christgau la considère comme étant la meilleure reprise des Beatles. Anthony DeCurtis, le critique du Magazine Rolling Stone, affirme que le chant de John Lennon sur cette chanson démontre bien qu'il doit être considéré un grand chanteur de rock 'n' roll. L'auteur Ian MacDonald, qui décrit la chanson comme un véhicule idéal pour la voix de Lennon, suggère également que les trois chansons de l'album With the Beatles, Not a Second Time, It Won't Be Long et All I've Got to Do, ont été influencées par Soldier of Love (Lay Down Your Arms).
Un enregistrement amateur de la face A, Where Have You Been (All My Life), est entendu sur la version américaine du disque Live! at the Star-Club in Hamburg, Germany; 1962 publié en 1977.

#### Personnel
- John Lennon – chant, guitare rythmique
- Paul McCartney – chœurs, basse
- George Harrison – chœurs, guitare solo
- Ringo Starr –  batterie

### Autres versions
La chanson a été reprise par Marshall Crenshaw sur son premier album en 1982. 
Elle a été enregistrée par Pearl Jam et publiée le 8 juin 1999 en single, en face B de leur reprise de la chanson Last Kiss de Wayne Cochran (en), initialement offertes aux membres du « fan club » en 1998 pour Noël. Ces deux chansons seront incluses l'année suivante dans l'album No Boundaries: A Benefit for the Kosovar Refugees (en). Le groupe l'a également jouée en spectacle et elle est apparue sur plusieurs de leurs albums live.
La chanson a également été reprise en 2006 par The Derailers sur leur album intitulé Soldiers of Love, produit par Cason. Rick Anderson, critique chez Allmusic, considère cette version comme étant « amusante et délicieusement kitsch ».